# 東芝府中野球部
東芝府中野球部（とうしばふちゅうやきゅうぶ）は、東京都府中市に本拠地を置き、日本野球連盟に加盟していた社会人野球の企業チームである。1999年に解散した。

## 概要
1946年に東芝府中事業所で軟式野球部が発足。やがてチームは強豪となり、硬式野球の全府中チームにも選手を派遣するようになった。これを受けて本社の硬式野球部とは別に事業所単独チームを立ち上げる事になり、1954年に『東芝府中野球部』が発足した。グラウンドの整備は隣接する府中刑務所の受刑者が行なったという。
創部23年目の1976年に都市対抗野球に初出場。1979年、1980年には2年連続でベスト8に進出している。しかし、翌1981年から9年連続で都市対抗本大会出場を逃し、一時は休部も検討された。
その後、若手の成長もあって1990年は9年ぶりの出場となる都市対抗野球でベスト8に入り、1991年は過去最高のベスト4に進出した。
野武士打線と呼ばれる猛打で、1994年にも都市対抗野球でベスト8に入ったが、1999年の都市対抗野球をもってチームは解散することになり、本社野球部に統合された。移籍選手の枠には制限を設けず、部員32人のうち平馬淳ら9人が本社野球部に、1人が大阪ガスに移籍している。

## 沿革
- 1954年 - 『東芝府中』として創部。
- 1976年 - 都市対抗野球に初出場（2回戦敗退）。
- 1983年 - 日本選手権に初出場。
- 1991年 - 都市対抗野球でベスト4に進出。
- 1999年 - 解散。東芝に統合。

## 主要大会の出場歴・最高成績
- 都市対抗野球大会：出場10回、4強1回（1991年）
- 社会人野球日本選手権大会：出場2回
- JABA伊勢大会：優勝1回（1996年）
- JABA関東選抜リーグ：優勝1回（1987年）

## 主な出身プロ野球選手
- 落合博満（内野手） - 1978年ドラフト3位でロッテオリオンズに入団
- 田中力（捕手） - 1983年ドラフト2位でロッテオリオンズに入団
- 金敷一美（外野手） - 1983年ドラフト6位でヤクルトスワローズに入団
- 伊藤優（投手） - 1984年ドラフト6位でロッテオリオンズから指名を受け、翌1985年シーズン終了後に入団
- 初芝清（内野手） - 1988年ドラフト4位でロッテオリオンズに入団
- 部坂俊之（投手） - 1998年ドラフト4位で阪神タイガースに入団
- 清水直行（投手） - チームの統合に伴い東芝に移籍し、1999年ドラフト2位で千葉ロッテマリーンズに入団
- 戸部浩（投手） - チームの統合に伴い東芝に移籍し、1999年ドラフト3位で千葉ロッテマリーンズに入団

## かつて在籍していた主な選手
- 平馬淳（内野手） - シドニーオリンピック日本代表
- 藤田明彦（外野手） - 東芝府中コーチ、監督を歴任後、東洋大学附属姫路高等学校野球部監督
- サード長嶋 - 俳優